# Langues sko
Les langues sko (ou langues skou) sont une famille de langues papoues parlées en Papouasie-Nouvelle-Guinée, dans la province de Sandaun et en dans la province indonésienne de Papouasie, à l'Est de Jayapura.

## Classification
Les langues sko sont une des familles des langues papoues. 

## Liste des langues
Les langues sko, au nombre de neuf, sont :
- krisa (isaka)
- groupe skou-serra-piore 
  - sous-groupe serra hills 
    - puare
    - sous-groupe rawo-main serra 
      - nori
      - rawo
      - womo-sumararu

  - sous-groupe skou 
    - skou
    - vanimo
    - wutung

  - warapu

## Sources
- (en) William A. Foley, 1986, The Papuan Languages of New Guinea, Cambridge Language Surveys, Cambridge, Cambridge University Press (1999)  (ISBN 0-521-28621-2)